# 25560 Chaihaoxi
25560 Chaihaoxi este un asteroid din centura principală de asteroizi.

## Descriere
25560 Chaihaoxi este un asteroid din centura principală de asteroizi. A fost descoperit pe 10 decembrie 1999 la Socorro, New Mexico, în cadrul proiectului LINEAR. Asteroidul prezintă o orbită caracterizată de o semiaxă mare de 2,37 ua, o excentricitate de 0,18 și o înclinație de 8,1° în raport cu ecliptica.